# Komitety Obrony Więzionych za Przekonania
Komitety Obrony Więzionych za Przekonania (KOWzaP) – sieć komitetów organizujących akcje na rzecz uwolnienia więźniów politycznych w Polskiej Rzeczypospolitej Ludowej. Obejmowała obszar całej Polski, była tworzona spontanicznie i oddolnie w 1981 przy NSZZ „Solidarność” oraz Niezależnym Zrzeszeniu Studentów.

## Działalność komitetów
31 sierpnia 1980 podpisano protokół porozumienia przez Komisję Rządową i Międzyzakładowy Komitet Strajkowy w Gdańsku, którego punkt czwarty dotyczył m.in. zniesienia represji za przekonania. Mimo tego 23 września 1980 tymczasowo aresztowany został Leszek Moczulski, a do stycznia 1981 zatrzymano i osadzono sześciu innych działaczy Konfederacji Polski Niepodległej oraz Wojciecha Ziembińskiego. 10 grudnia 1980 z inicjatywy Dariusza Kobzdeja, Tadeusza Szczudłowskiego i innych Krajowa Komisja Porozumiewawcza NSZZ „Solidarność” podjęła uchwałę o powołaniu Komitetu Obrony Więzionych za Przekonania. W jego skład weszło 50 osób – głównie intelektualistów oraz działaczy związkowych. Komitet ten nie podjął znaczących działań.
Od stycznia 1981 zaczęły powstawać spontanicznie regionalne, zakładowe i uczelniane KOWzaP-y, m.in. z inicjatywy Marii Moczulskiej, która w pierwszej połowie tegoż roku odbyła ok. 60 spotkań w zakładach pracy oraz na wyższych uczelniach, propagując ideę obrony więźniów politycznych.
KOWzaP-y domagały się uwolnienia więzionych działaczy KPN, braci Kowalczyków (skazanych za wysadzenie uczelnianej auli w Opolu w proteście przeciwko masakrze robotników w grudniu 1970) oraz innych osób (np. Macieja Maleńczuka, skazanego za odmowę odbycia służby wojskowej). W tym celu działacze komitetów drukowali i kolportowali ulotki, plakaty oraz gazetki, zbierali podpisy pod petycjami, organizowali manifestacje i marsze.
Najbardziej radykalną formą działań mających na celu uwolnienie więźniów politycznych były protesty głodowe, które rozpoczęły się w maju 1981: w Fabryce Domów w Sosnowcu, w Fabryce Samochodów Małolitrażowych w Sosnowcu oraz w gdańskiej Akademii Medycznej. W tym samym miesiącu w kilkunastu miastach Polski KOWzaP-y zorganizowały wielotysięczne manifestacje.
Na początku czerwca 1981 rozpoczęły się głodówki w Tarnowskich Górach oraz w hotelu huty „Baildon” (z udziałem Marii Moczulskiej). 6 czerwca 1981 zwolnieni zostali ostatni przywódcy KPN, jednak ostatni z tych protestów był kontynuowany pod hasłem uwolnienia braci Kowalczyków. Głodówka ta zakończyła się po trzech tygodniach po interwencji biskupów katolickich. Bracia Kowalczykowie nie zostali uwolnieni, a w lipcu 1981 przywódcy KPN zostali ponownie aresztowani.
W drugiej połowie 1981 sieć KOWzaP-ów, według szacunków władz PRL, liczyła 50 komitetów w 32 województwach.
W trakcie II tury obrad, w pierwszych dniach października 1981 r., I Krajowy Zjazd Delegatów NSZZ „Solidarność” podjął uchwałę o uznaniu Komitetów za agendy związku, co było istotne z uwagi na kwestionowanie przez władze PRL legalności KOWzaP-ów. W dniach 21 i 22 listopada 1981 r. w Radomiu odbył się ogólnopolski zjazd działaczy KOWzaP-ów z udziałem 82 delegatów), którego organizatorem był tamtejszy działacz "Solidarności" i członek władz KPN – Jacek Jerz. Zjazd przyjął uchwały programowe oraz dokonał wyboru władz krajowych (tzw. "Siódemki"), w skład których weszli: Józef Zajkowski (region śląsko-dąbrowski), Tadeusz Wielgoławski (Podbeskidzie), Marek Lachowicz (Szczecin), Maria Moczulska (Gdańsk), Jacek Jerz (Radom), Zdzisław Podkowiński (Radom) oraz Michał Lubomirski (Elbląg). Zjazd podjął również uchwałę o wyborze Radomia na siedzibę władz krajowych i Komisji Koordynacyjnej KOWzP (decydujący wpływ na tę decyzję miała wysoka aktywność tego regionu oraz jego doświadczenie w toczących się przez cały 1981 r. rozmowach MKR Ziemia Radomska z Komisją Rządową w sprawie rehabilitacji ofiar i ukarania winnych radomskich wydarzeń Czerwca '76), a pozycja Radomia została dodatkowo wzmocniona poprzez wybór aż dwóch tamtejszych działaczy do siedmioosobowych władz krajowych. Zadecydowano również o zmianie nazwy na Komitet Obrony Praworządności (KOP) aby swoim działaniem objąć nie tylko osoby więzione ale także represjonowane w inny sposób, oraz wszelkie inne formy łamania praworządności.
Podczas ostatniego posiedzenia Komisji Krajowej NSZZ „Solidarność”, które odbywało się w dniach 11–12 grudnia 1981 r. w Gdańsku (z udziałem m.in. członka władz KOWzP Jacka Jerza z Radomia) przygotowywano – zgodnie z decyzjami podjętymi przez Ogólnopolski Zjazd KOWzP – przekształcenie KOWzP w Komitet Obrony Praworządności (agendę praworządności NSZZ „Solidarność”) z główną siedzibą w Radomiu. Plany te – jak i dalszą działalność KOWzP / KOP – przekreśliło wprowadzenie stanu wojennego 13 grudnia 1981 r., gdyż większość działaczy KOWzP (będących najczęściej również członkami KPN) została długotrwale internowana.